# Långtjärnen (Nederkalix socken, Norrbotten, 732865-183522)
Långtjärnen är en sjö i Kalix kommun i Norrbotten och ingår i Kalixälvens huvudavrinningsområde.